# Городня (Конаковский район)
Городня́ (Городня́ на Во́лге, древнерусский город Вертя́зин) — село в Конаковском районе Тверской области, административный центр муниципального образования Городенское сельское поселение, располагается в 35 км к юго-востоку от Твери, на правом берегу Волги, на трассе М10 (E 105).
В XIV веке — крепость на границе Тверского и Московского княжеств. Сохранились остатки земляных укреплений, Путевой дворец XVIII века, церковь Рождества Богородицы XIV века — старейшая в Тверской области.

## История

### Древняя история
Люди селились на территории данной местности начиная с 5—6 тысячелетия до н. э. При раскопках городища в Городне найдены осколки кремня, наконечники стрел, фрагменты ямочно-гребенчатой керамики, относящиеся к временам позднего неолита. Во 2-м тысячелетии до н. э. распространяется фатьяновская культура. Во второй половине первого тысячелетия до н. э. распространяется дьяковская культура, бронзовый век сменяется железным. В VII—VIII веках н. э. край заселяется славянским племенем кривичей. В 1944 году при раскопках Городни обнаружены остатки славянской, дьяковской, бронзовой культур.
Городище овальной формы площадью около 5000 м2 отделялось от равнины оврагами. Крепость располагалась на 20 метров над уровнем реки, у её подножья на низменном берегу Волги находился посад, защищённый валом высотой более 2-х метров.

### Первые упоминания
По одним данным, впервые город Вертязин упоминается в 1312 году, здесь тверской князь Михаил Ярославич подписал мирный договор с побеждёнными новгородцами. По другим — первое упоминание о городе было в 1399 году.
Город был центром удела Холмских князей, затем перешёл к тверским князьям.
В 1390 году упоминается в летописи: «В ту же осень пристроили крепость в Городке на Волге».
В 1399 году по завещанию тверского великого князя Михаила Александровича Вертязин в числе прочих тверских городов отходил старшему сыну Ивану Михайловичу.

### Село в эпоху Средневековья
В конце XIV—начале XV века (по Н. Н. Воронину; современная датировка С. В. Заграевского — конец XIII—начало XIV века) в городе была возведена белокаменная церковь Рождества Пресвятой Богородицы. 31 октября 1412 года она пострадала во время опустошительного пожара. Из сообщения об этом бедствии видно, что Городень был крупным княжеским центром с княжеским двором, «имениа княжа и жита» и всевозможными запасами. Церковь, вероятно, была восстановлена при Борисе Александровиче Тверском в 40-х годах XV века.
В 1412 году Александр Иванович Тверской (сын Ивана Михайловича, внук Михаила Александровича), на месте древнего Вертязина «паки заложи Городен и пристави людей множество Тверичь и Кашинцев, и срублен бысть вборзе».
По некоторым источникам в середине XV века в Вертязине чеканят княжеские монеты — «деньгу городескую», другие источники называют это утверждение ошибочным, так как название Городец относилось также к более крупному городу Старице.
После падения в сентябре 1485 года Великого княжества Тверского Городень с прочими тверскими городами и землями отошёл Ивану Ивановичу Молодому — сыну Ивана III. Не ранее 21 декабря 1506 года великий князь московский Василий Иванович передаёт полученный от отца «Городень городъ» вместе с Клином в вотчину новокрещеному казанскому князю Петру.

### Село в эпоху Нового времени
С XVI века Городня известна как почтовая станция на дороге между Москвой и Новгородом. По данным Писцовой книги 40-х годов XVI в., «на Городне», помимо собора Рождества Пресвятой Богородицы, находилась церковь Воскресения и два монастыря — Петровский, владевший восемью деревнями и починком, и Афанасьевский — с двумя деревнями и двумя пустошами.
В 1569 году Иван Грозный разрушает Городню, заподозрив его жителей в измене, повторное опустошение город испытывает в начале XVII века при столкновениях с поляками русских войск под предводительством боярина Скопина-Шуйского. К середине XVII века Городень превращается в «село Городок, Городен Вертязин тож» Захожского стана Тверского уезда, которое царь жалует боярину Борису Ивановичу Морозову, с 1678 года снова дворцовое село, а в начале XVIII века Пётр I подарит его князю Меньшикову, но после того как тот попадает в опалу, его владения конфисковывают.
С 1730-х годов Городня принадлежала военному бригадиру Петру Алексеевичу Бему, на его деньги после очередного пожара 1716 года церковь была «возобновлена» в 1740—1745 годах: отремонтирован и расписан храм, построены кирпичные трапезная и шатровая колокольня.
В конце XVIII века в Городне был построен Путевой дворец (архитектор М. Ф. Казаков), в котором останавливались цари, государственные курьеры, иностранные дипломаты. По другим данным, автором проекта дворца был архитектор П. Р. Никитин, а возведён дворец был в стиле позднего барокко в 1776 году по указу Екатерины II, по аналогичному проекту строились Путевые дворцы в Торжке, Вышнем Волочке, Выдропужске, Медном.
В 1851 году недалеко от села проходит железная дорога Петербург — Москва.
В 1856 году Городню посетил знаменитый русский драматург А. Н. Островский, по заданию морского министерства он изучал экономику и быт приволжского населения. «Приобидела чугунка нас», — пожаловался ему ямщик, а когда писатель посоветовал местным жителям заняться земледелием, ему ответили: «От косы да от сохи не будешь богат, а будешь горбат».
В октября 1865 года, согласно данным из газеты находящейся в библиотеке п.Редкино, близ Городни, была открыта первая артельная сыроварня в Российской Империи.
В 1866 году, после изучения за границей техники и организации молочного дела, Н. В. Верещагин при помощи Российского вольного экономического общества организовал в районе производство сыра, была создана артель и в Городне.
После земской реформы, в 1880 году в Путевом дворце была открыта больница на 25 коек, считавшаяся самой большой и благоустроенной больницей в губернии, кроме неё, действовал также акушерский пункт.
В конце XIX — начале XX века село насчитывало 1200 жителей.

### XX век — наши дни
В начале 1930-х годов в селе открывается грязелечебница.

Во Время Великой Отечественной войны 15 ноября 1941 года немецкие части 9-й армии и 3-й танковой группы генерала Гота (Группа армий «Центр») нанесли сильнейший удар по позициям 30-й армии (Калининский фронт) в районе Городни. Завидовский район был оккупирован с 17 ноября по 13 декабря 1941 года. Селяне вспоминали об оккупации: 
Пребывание немцев в нашем селе мы считаем самым величайшим несчастьем, какое когда-либо было в нашей жизни. Немцы совершенно разорили нас, ограбив начисто, и своим террором довели до того, что одна крестьянка нашего села, Репкина Прасковья Яковлевна, сошла с ума, а крестьянин Михаил Алексеевич Тороторин покончил жизнь самоубийством.
 Северо-западная часть Завидовского района была освобождена 46-й стрелковой дивизией.
В 1970—1980 годах Храм Рождества Богородицы реставрировался под руководством архитектора-реставратора Б. Л. Альтшуллера. В начале 1990-х по инициативе настоятеля храма Алексея Злобина в селе открывается церковно-приходская школа, а в начале 2000-х — православная гимназия, рассчитанная на 140 учащихся.
Летом 1977 года в селе Городня проходили съёмки художественного фильма «И снова Анискин» (Киностудия им. М. Горького).
Городенское сельское поселение образовалось 1 января 2006 года в результате слияния Городенского и Турыгинского сельских округов.

## Население
| 1859 | 1886  | 1992  | 2002  | 2010  |
| ---- | ----- | ----- | ----- | ----- |
| 1025 | ↗1229 | ↗1593 | ↗1597 | ↘1387 |

## Достопримечательности
- Церковь Рождества Богородицы XIV века. Входит в ансамбль, XIV—XIX вв. Является наиболее древней сохранившейся постройкой в Тверской области.
- Путевой дворец (Городня-на-Волге), 1809—1810 годы: главный корпус XVIII века, два флигеля, ограда с воротами

Кроме этого, в список объектов историко-культурного наследия Тверской области входят:
- Братская могила советских воинов, погибших в боях с фашистами и умерших от ран в госпиталях, 1941—1945 гг.
- Братская могила мирных жителей, расстрелянных в декабре 1941 г. немецко-фашистскими оккупантами, 1941 г., 1942 г.
- Дом М. А. Бобонова, в котором М. И. Калинин беседовал с тружениками колхоза «Рабочая Москва» 13.01.1942 г.
- Дом Е. А. Петраковой, где останавливалась Н. К. Крупская 20.08.1926 г.
- 2 Арочных моста каменной кладки 1840 г.
- Памятный камень о пребывании в селе Князя Михаила Скопина - Шуйского в 1609г.

- Церковь Рождества Богородицы
- Дом в Городне
- Церковь Рождества Богородицы в Городне — серебряная памятная монета Банка России, 2004 г.
- Церковь Рождества Борогодицы

## Экономика
На территории села в настоящее время функционируют следующие экономические объекты:
- ОАО «Вертязин» — оборудование и запасные части для птицефабрик
- 3 АЗС (автозаправочная станция)
- 2 шиномонтажа
- 2 придорожных кафе (Перекресток)
- 5 продуктовых магазина
- Строительный и хозяйственный магазины
- Производство теплопарозвукоизоляция
- Комплекс отдыха «Волга Виллс»

## В художественных произведениях
- Городня упоминается в книге Александра Николаевича Радищева «Путешествие из Петербурга в Москву», где имеется глава «Городня».
- Церковь Рождества Богородицы в Городне запечетлена на двух цветных фотографиях С. М. Прокудина-Горского начала XX века: фрагмент фасада[28] и общий вид церкви.
- В Городне на Волге снимали советский фильм «И снова Анискин».
- путеводитель  Дмитриева  Ивана Алексеевича  «от Москвы до С.-Петербурга и обратно» 2е издание 1847г.  стр.73-74 и со страницы 39 по 41